# Huis Doremont
Huis Doremont is het enige overblijfsel van het zogenaamde Hof van mijnen Heere van Poictiers in de Belgische stad Ninove in de provincie Oost-Vlaanderen. Het is een van de oudste gebouwen in de stad.

## Geschiedenis
Vermoedelijk stamt het hof uit de tiende of de elfde eeuw, en dus van voor het ontstaan van de stad Ninove. Het moet toen Hof van mijnen Heere van Poictiers geheten hebben, verwijzend naar een onbekende heer van Poitiers. Eind veertiende eeuw werd het hof, dat toen het Dijnshof heette, bewoond door de hoogbaljuw van Ninove, Janne de Dijn. In de zestiende eeuw kwam het in de handen van een nieuwe hoogbaljuw, ditmaal Karel van Poitiers, de heer van Vadans en Dormans. De naam Dormans raakte ingeburgerd in de volksmond, waardoor er over La court de Dormans, en later over Thof van Doremont werd gesproken. Het hof, dat een soort burcht was, had een vierkant grondplan en ronde torens. Het werd omringd door grachten, aansluitend bij de Nieuwe Dender. Hierdoor bevond het zich op een eilandje dat via een brug, de Dijnsbrug, met de huidige Graanmarkt verbonden was. De brug was te bereiken via het poortgebouw, dat vermoedelijk dienst deed als portiershuis. Het hof werd in de tweede helft van de negentiende eeuw afgebroken, met uitzondering van het poortgebouw dat de naam Huis Doremont kreeg. Op 11 juni 1976 kreeg het gebouw de status van monument. Het bijgebouw, een aanbouw uit de laat-achttiende eeuw, en de tuin werden sindsdien beschermd landschap. Op 14 september 2009 werd het gebouw daarenboven geklasseerd als vastgesteld bouwkundig erfgoed. Een archeologische studie uit 2015 wees uit dat er nog veel middeleeuwse relicten te vinden zijn rondom het huis, die afkomstig zijn van het hof.
Na de afbraak van het hof vestigde er zich in het huis een café, 't Kelderken. Onder de naam Raadskelder vestigde er zich later een spijshuis. Deze naam verwees naar de carnavalraad die hier zijn vergaderingen hield. Later huisden er ook een pitazaak, een Egyptisch restaurant en een bloemenwinkel, totdat er zich in 2015 opnieuw een café vestigde, onder de naam 't Café. In 2021 vond er een brand plaats in het woongedeelte boven het café, waarbij de bewoonster zwaar gewond raakte.

### Galerij

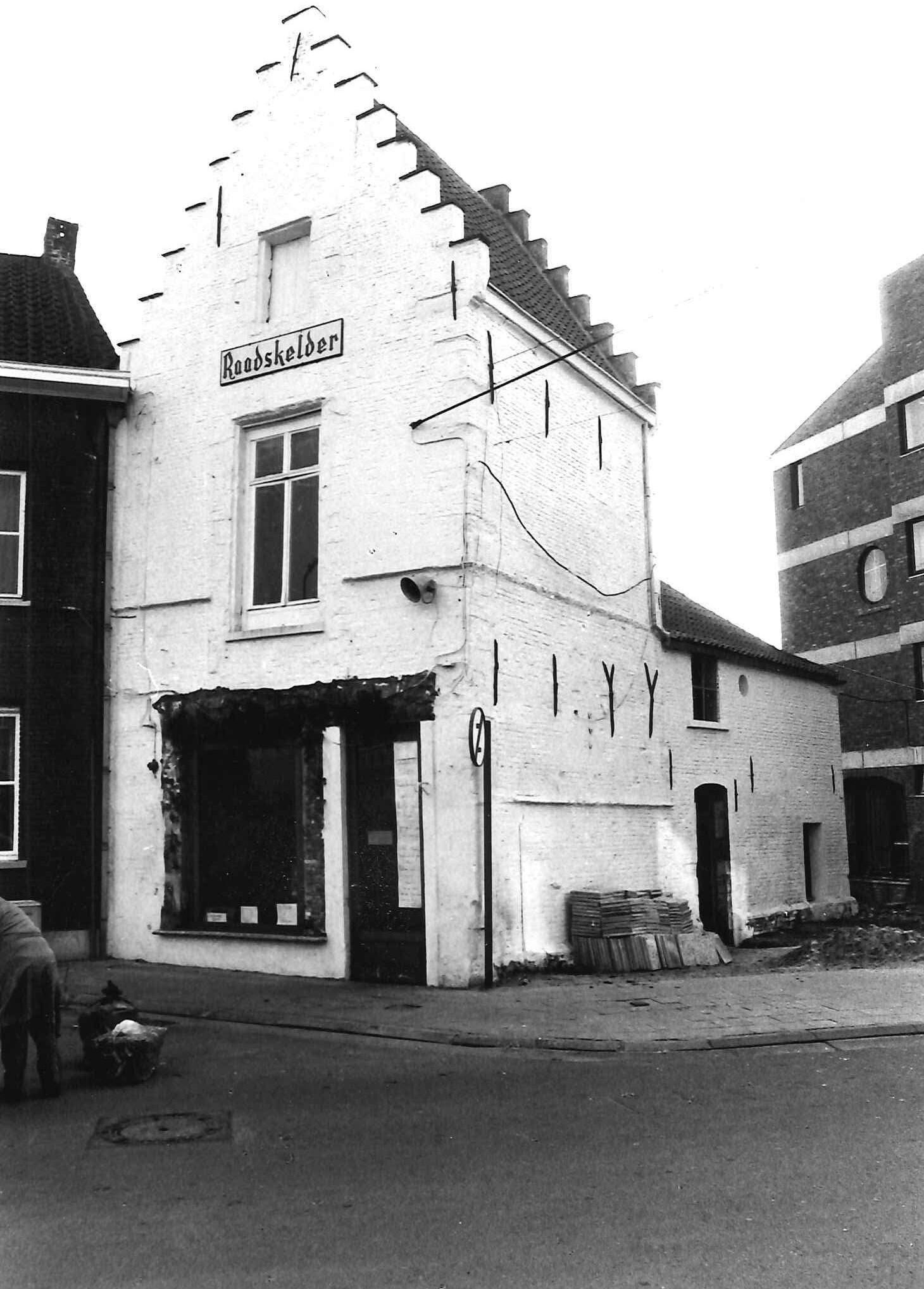
Het huis in 1976, toen Raadskelder er gevestigd was.
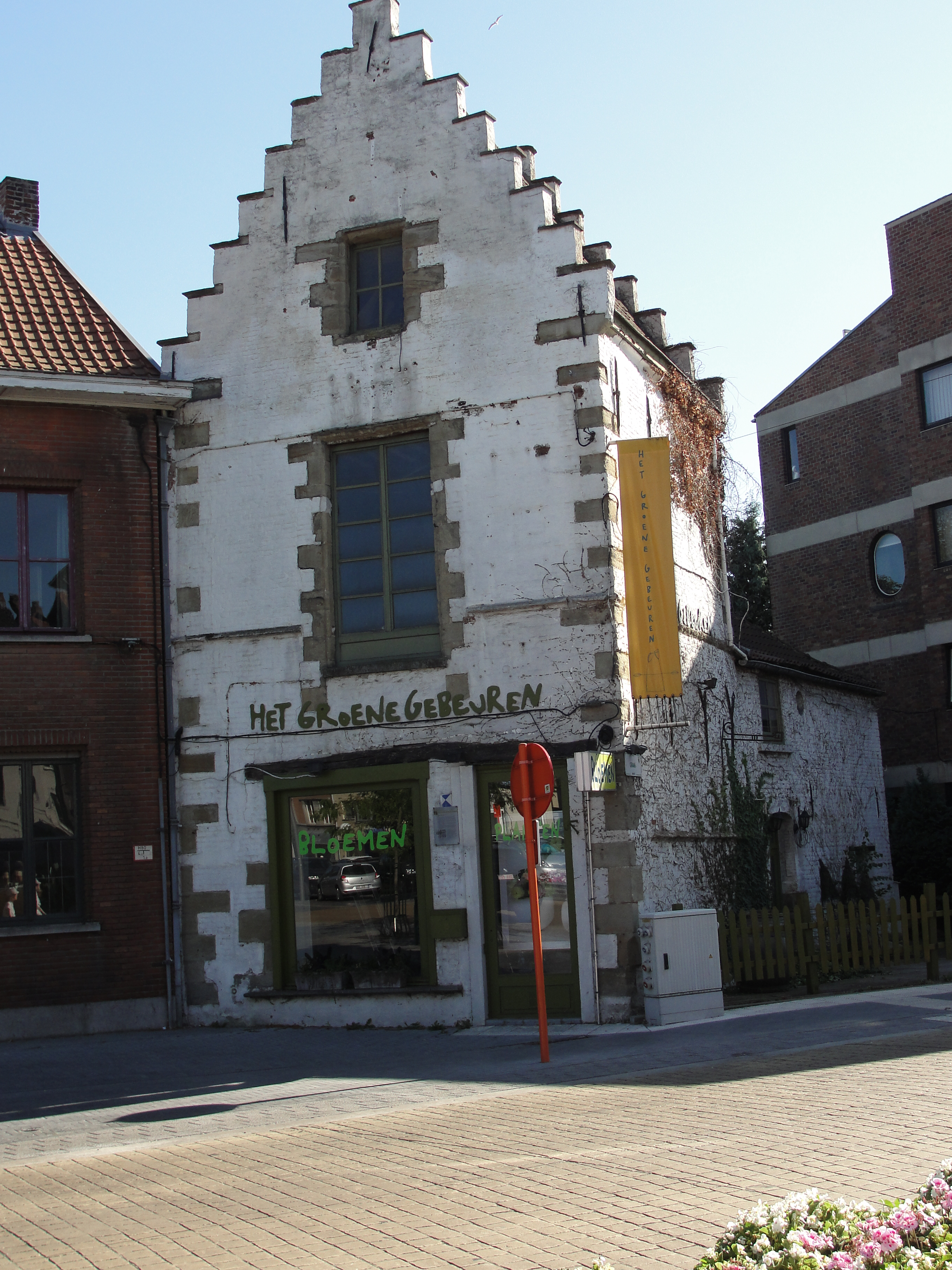
Het huis in 2012, toen de bloemenwinkel er gevestigd was.
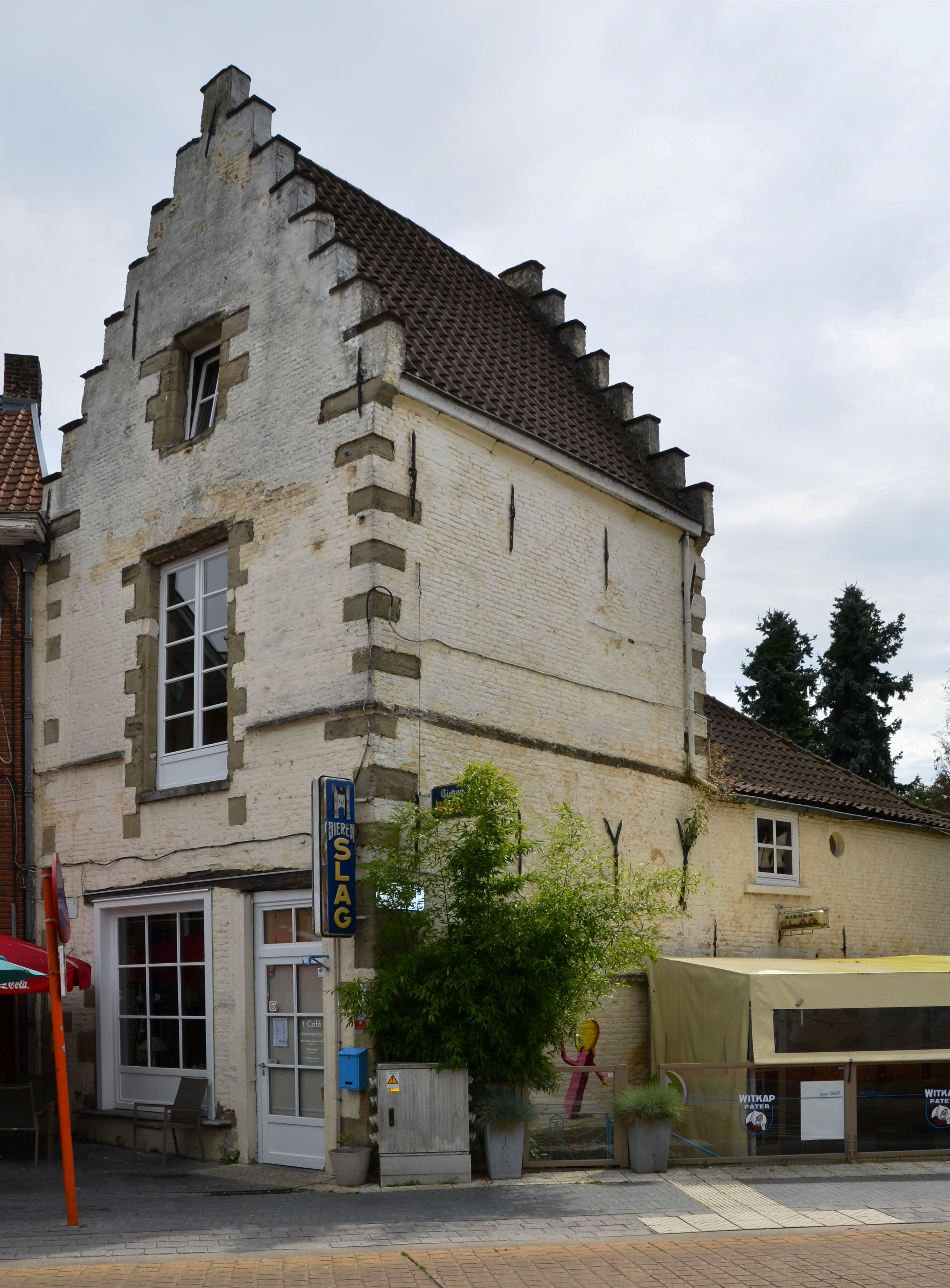
Het huis in 2021, toen 't Café er gevestigd was.